# Harry Shum Jr.
Harry Shum Jr. (Limón, 28 aprile 1982) è un attore e ballerino costaricano naturalizzato statunitense, noto principalmente per i ruoli di Mike Chang nella serie televisiva Glee e di Magnus Bane nella serie televisiva Shadowhunters.

## Biografia
Harry Shum Jr. nasce a Limón, in Costa Rica. Sua madre è originaria di Hong Kong, mentre il padre è originario di Canton, Cina. Si trasferirono in Costa Rica per lavoro, dove Shum e le due sorelle maggiori sono nate. Quando ha sei anni la famiglia si trasferisce nuovamente a San Francisco, California. Shum parla fluentemente inglese e cantonese; cresciuto con lo spagnolo, ha dichiarato di non averlo più parlato dopo essersi trasferito in California.

### Carriera
Ha iniziato la sua carriera nel programma Comic View, su BET nel 2002. Ha poi continuato la sua carriera come ballerino principale durante i tour di cantanti come Beyoncé, Mariah Carey, Jennifer Lopez, Chris Brown e Jessica Simpson. Arriva sul grande schermo prendendo parte a film di danza come Stepping - Dalla strada al palcoscenico, SDF Street Dance Fighters, Step Up 2 - La strada per il successo e Step Up 3D. Grazie a questi ultimi due film ha ottenuto popolarità interpretando il personaggio di Cable. Come ballerino e coreografo si farà notare anche per la sua partecipazione alla webserie The Legion of Extraordinary Dancers, nel ruolo di Elliot Hoo.
Dal 2009 fa parte del cast della serie televisiva musicale Glee, in cui interpreta il personaggio ricorrente di Mike Chang sin dalla prima stagione. A partire dalla terza, viene promosso nel cast principale. Nel giugno 2013 è stato annunciato che non sarebbe tornato come personaggio principale per la quinta stagione, ma come guest star. Nel 2012, Shum entra nel cast della seconda stagione della webserie statunitense Mortal Kombat: Legacy, nei panni di Kuai Liang. L'anno dopo ha un ruolo centrale nel crime drama, prodotto da Martin Scorsese, Revenge of the Green Dragons, basata su fatti di cronaca realmente accaduti per le strade di New York negli anni '80 e '90 nella gang della mafia cinese, Green Dragons. Nel 2016 appare nel sequel di La tigre e il dragone, intitolato Crouching Tiger, Hidden Dragon: Sword of Destiny.
Il 15 maggio 2015 è stato annunciato come interprete di Magnus Bane nella serie TV tratta dalla saga di Shadowhunters, l'adattamento televisivo della serie di best seller di Cassandra Clare, che viene trasmessa da FreeForm (ex ABC Family) dal 12 gennaio 2016. La sua interpretazione di Bane, un uomo bisessuale di colore, ha aiutato Shadowhunters a vincere il GLAAD Media Award 2017 alla Miglior serie drammatica. Shum ha anche ricevuto il Bisexual Representation Award per Miglior rappresentazione di un personaggio bisessuale di un attore non protagonista sia nel 2017 che nel 2018. Shum ha vinto, inoltre, il premio per Star maschile in una serie TV all'E! People's Choice Awards 2018. Nel 2017 Shum è stato confermato nel cast di Crazy & Rich, diretto da Jon M. Chu e distribuito dalla Warner Bros., e nel cast di Escape Plan 3 - L'ultima sfida, accanto a Sylvester Stallone e diretto da John Herzfeld. Il 4 dicembre 2019, il dramma romantico All My Life è uscito nelle sale statunitensi. Nel 2022 il medical drama di successo Grey's Anatomy ha ingaggiato Harry Shum Jr. per il ruolo di uno nuovo specializzando nella stagione 19, che negli Stati Uniti ha debuttato su ABC il 6 ottobre. Sempre nel 2022 appare, con un ruolo secondario, nel film acclamato dalla critica Everything Everywhere All at Once. Il 19 giugno 2025 viene annunciata la sua partecipazione al film “Do No Harm”, in cui interpreta il protagonista.

### Vita privata
Dal 2007 ha una relazione con Shelby Rabara, con cui si fidanza nell'ottobre 2013. Il 22 novembre 2015 si sposano in Costa Rica. La coppia ha annunciato nel novembre 2018 di essere in attesa del primo figlio, una femmina. La nascita della bambina, Xia, viene annunciata il 28 marzo 2019.

## Filmografia

### Cinema
- SDF Street Dance Fighters (You Got Served), regia di Chris Stokes (2004)
- Stepping - Dalla strada al palcoscenico (Stomp the Yard), regia di Sylvain White (2007)
- News Movie (The Onion Movie), regia di Tom Kuntz e Mike Maguire (2008)
- Step Up 2 - La strada per il successo (Step Up 2: The Streets), regia di Jon M. Chu (2008)
- Center Stage: Turn It Up, regia di Steven Jacobson (2008)
- Matrimonio in famiglia (Our Family Wedding), regia di Rick Famuyiwa (2010)
- Step Up 3D, regia di Jon M. Chu (2010)
- 3 Minutes, regia di Ross Ching - cortometraggio (2011)
- Glee: The 3D Concert Movie, regia di Kevin Tancharoen (2011)
- White Frog, regia di Quentin Lee (2012)
- Already Gone, regia di Ross Ching - cortometraggio (2012)
- Revenge of the Green Dragons, regia di Andrew Lau e Andrew Loo (2014)
- Mamma che notte! (Mom's Night Out), regia di Andrew Erwin e Jon Erwin (2014)
- Fire City: End of Days, regia di Tom Woodruff Jr. (2015)
- Crouching Tiger, Hidden Dragon: Sword of Destiny, regia di Yuen Wo Ping (2016)
- Crazy & Rich (Crazy Rich Asians), regia di Jon M. Chu (2018)
- Escape Plan 3 - L'ultima sfida (Escape Plan: The Extractors), regia di John Herzfeld (2019)
- Burn - Una notte d'inferno (Burn), regia di Mike Gan (2019)
- All My Life, regia di Marc Meyers (2020)
- Broadcast Signal Intrusion, regia di Jacob Gentry (2021)
- Love Hard, regia di Hernán Jiménez (2021)
- Everything Everywhere All at Once, regia di Daniel Kwan e Daniel Scheinert (2022)
- Do No Harm, regia di Chris Hartwell (2025)

### Televisione
- Boston Public – serie TV, episodio 3x16 (2003)
- Pazzi d'amore (Committed) – serie TV, episodio 1x03 (2005)
- Viva Laughlin – serie TV, episodio 1x01 (2007)
- The American Mall, regia di Shawn Ku – film TV (2008)
- Zoey 101 – serie TV, episodio 4x01 (2008)
- Rita Rocks – serie TV, episodio 1x04 (2008)
- Greek - La confraternita (Greek) – serie TV, episodi 1x19-2x09-2x10 (2008)
- iCarly: iGo to Japan, regia di Steve Hoefer – film TV (2008)
- Glee – serie TV, 76 episodi (2009-2015)
- Shadowhunters – serie TV, 53 episodi (2016-2019)
- Tell Me a Story – serie TV, 4 episodi (2019-2020)
- Grey's Anatomy – serie TV (2022-in corso)

### Web
- The Legion of Extraordinary Dancers – Webserie, 5 episodi (2010)
- Mortal Kombat: Legacy – Webserie, episodi 2x01-2x02 (2013)
- Caper – Webserie, 9 episodi (2014)
- Single by 30 - Webserie, 8 episodi (2016)

## Riconoscimenti
- Screen Actors Guild Award
  - 2010 – Miglior cast in una serie commedia per Glee[32]
  - 2011 – Candidatura come miglior cast in una serie commedia per Glee
  - 2012 – Candidatura come miglior cast in una serie commedia per Glee
  - 2013 – Candidatura come miglior cast in una serie commedia per Glee
  - 2019 – Candidatura come miglior cast cinematografico per Crazy & Rich[33]
  - 2023 – Miglior cast cinematografico per Everything Everywhere All at Once[34]
- Teen Choice Awards
  - 2010 – Candidatura come miglior gruppo musicale per Glee
  - 2011 – Candidatura come miglior gruppo musicale per Glee
  - 2017 – Candidatura come miglior bacio per Shadowhunters[35]
  - 2017 – Candidatura come "Choice TV Ship" per Shadowhunters[35]
  - 2017 – Candidatura come miglior attore in una Serie TV dell'estate per Shadowhunters[35]
  - 2018 – Candidatura come "Choice TV Ship" per Shadowhunters[36]
- MTV Fandom Award
  - 2016 – Candidatura per la "Ship of the Year" per Shadowhunters[37]
- TV Scoop Award
  - 2016 – Miglior Star Emergente in una Serie TV per Shadowhunters
- Voice of TV Award
  - 2016 – Candidatura al miglior attore per Shadowhunters
- Bisexual Representation Award
  - 2017 – Miglior rappresentazione di un personaggio bisessuale di un attore non protagonista per Shadowhunters[15]
  - 2018 – Miglior rappresentazione di un personaggio bisessuale di un attore non protagonista per Shadowhunters[17][16]
- E! People's Choice Awards
  - 2018 – Star maschile in una serie TV del 2018 per Shadowhunters[19][18]

## Doppiatori italiani
Nelle versioni in italiano delle opere in cui ha recitato, Harry Shum Jr. è stato doppiato da:
- Davide Quatraro in Glee, Glee: The 3D Concert Movie
- Flavio Aquilone in All My Life, Love Hard
- Fabrizio Dolce in Shadowhunters
- Mattia Bressan in Escape Plan 3 - L'ultima sfida
- Davide Perino in Everything Everywhere All at Once
- Lorenzo De Angelis in Grey's Anatomy